# Стійкість Сонячної системи
Завдання розрахунку поведінки системи гравітаційно-взаємодіючих тіл, якщо їх кількість понад 2, в загальному випадку не має аналітичного розв'язку, тобто немає такої формули, у яку можна підставити час і отримати координати тіл. (Див. Задача трьох тіл.) Основні напрями, в яких можна досліджувати системи з трьох і більше тіл — це отримання рішень чисельними методами і вивчення стійкості руху. Рух вважається нестійким, якщо близькі траєкторії з часом розходяться як завгодно далеко (див. Стійкість за Ляпуновим).
Проблема стійкості Сонячної системи почала цікавити вчених відразу після відкриття закону всесвітнього тяжіння. Перше дослідження в цій області належить автору терміна «небесна механіка» П'єру Лапласу. У 1773 році він довів теорему приблизно наступного змісту: «Якщо рух планет відбувається в одному напрямку, їх маси одного порядку, ексцентриситети і нахили малі, а великі півосі відчувають лише невеликі коливання щодо середнього положення, то ексцентриситети і нахили орбіт залишатимуться малими на розглянутому інтервалі». Тобто при зазначених, вкрай обмежених умовах, Сонячна система була б стабільною.
Інша значна спроба довести стабільність або нестійкість Сонячної системи була зроблена А.М. Колмогоровим, В.І. Арнольдом та Ю. Мозером в 60-х роках XX століття (так звана КАМ-теорія). Ними було доведено  теорему приблизно наступного змісту: «Якщо маси планет досить малі, ексцентриситети і нахили орбіт малі, то для більшості початкових умов (виключаючи резонансні і близькі до них) рух буде умовно-періодичним, ексцентриситети і нахили залишатимуться малими, а великі півосі будуть вічно коливатися поблизу своїх початкових значень». У сонячній системі є резонанси, і теорема відноситься тільки до системи з трьох тіл.
Пізніше значний внесок у розвиток КАМ-теорії внесли і інші математики, зокрема, М.М. Нехорошев.

## Резонанси Сонячної системи
Найпростіший резонанс виникає, якщо відношення періодів обертання двох планет в Сонячній системі дорівнює відношенню двох невеликих чисел. В результаті резонансу планети можуть передавати одна одній помітні кількості моменту обертання. Деякі з відомих наближень до резонансу: Нептун і Плутон, періоди обігу яких відносяться майже як 3:2, система Юпітер - Сатурн (наближення до 2:5) і резонанс між Меркурієм і Юпітером, у яких близькі один до одного періоди прецесії перигелію. Відомі також і резонанси в системі супутників Юпітера, Сатурна і Урана, серед яких є і потрійні (беруть участь три небесних тіла). Серед них: Іо-Європа-Ганімед (супутники Юпітера), Міранда-Аріель-Умбріель (супутники Урана). У загальному випадку в нелінійній системі, згідно з розв'язком методом збурень, резонанс виникає при виконанні співвідношення:
Σ m (j) ω (j) = 0,
де m (j) - цілі числа, ω (j) - частота (обертання, звернення, ...) j тіла системи, j = 1, 2, ..., n. У разі простого резонансу n = 2, потрійного - n = 3 і т.д.

## Чисельні розв'язки для зовнішніх планет
У 90-х роках проводилися чисельні розрахунки поведінки зовнішніх планет Сонячної системи на інтервалі часу порядку мільярдів років. Результати різних дослідників були суперечливі і показували як хаотичний, так і регулярний рух планет. Хаотичний рух тут не означає помітну зміну орбіт. Він означає лише, що не можна передбачити положення планети на орбіті через інтервал часу, більший від  деякої межі. Пізніший аналіз цих даних показав, що варіюванням початкових умов у межах похибок спостереження можна отримувати як хаотичний, так і регулярний рух з використанням одного і того ж методу. Так що можна сказати, який характер має рух зовнішніх планет Сонячної системи.

## Чисельні розв'язки всіх планет
Для внутрішніх планет чисельні розрахунки дають хаотичність їхнього положення на орбіті. Крім того, особливою проблемою є Меркурій, який, резонансно взаємодіючи з Юпітером, може істотно змінювати свою орбіту. 
В одному з останніх досліджень  моделювання проводилося на інтервалі часу порядку мільярдів років і розраховувалося 2500 варіантів з орбітою Меркурія, що змінюється з кроком 0,38 мм (зараз похибка її вимірів порядку метрів).
Серед цих варіантів виявлено 20 розв'язків, де орбіта Меркурія набуває достатній ексцентриситет для перетину орбіт Венери, Землі і Марса. Серед цих орбіт є такі, що Меркурій падає на Сонце, стикається з іншими внутрішніми планетами, або дестабілізує їхні орбіти так, що вони самі стикаються один з одним.